# Gölen (Vislanda socken, Småland)
Gölen är en sjö i Alvesta kommun i Småland och ingår i Mörrumsåns huvudavrinningsområde.